# 牧れい
牧 れい （まき れい、1949年6月21日 - ）は、日本の女優・歌手。東宝に所属していた。
芸名は本名の「宮内恵子」→「牧麗子」→「牧れい子」→「牧れい」と変更している。

## 略歴
長野県飯田市松尾町出身。姉がいる。2歳の時に愛知県名古屋市へ移住した。精華学園女子高校（現・東海大学付属市原望洋高等学校）在学中にオール東宝ニュータレント6期生として東宝俳優養成所に入所。東宝専属となり、本名の宮内恵子でデビュー。それ以降東宝の青春女優として活躍する。
東宝退社後の1969年に牧麗子と改名してスキャット・ポップスと銘打ったデビュー曲「夕焼けは知らない」で歌手デビューし、大人のムードを持った本格的な歌手として活動を再開。「エキゾチックな顔立ちと古典的な雰囲気を兼ね備え、ボーイッシュでさわやかな色気」と評される。
その後も歌手活動と並行し、1980年代後半まで様々なテレビドラマに出演した。
2022年11月29日付の自身のブログで、11月13日に脳梗塞で倒れて救急搬送され、右半身麻痺でリハビリ中であると公表した。

## エピソード
- ジャズダンスが特技で、アクションを演じる場面にも活かされた[1]。
- 東宝の新人女優だった頃、よく藤圭子と間違えられたということで、その藤も週刊平凡の企画で牧に会った時に顔を見合わせて「そっくり」を連発していた。牧いわく「前川清さんにもそう言われた」とのこと[7]。
- 『ウルトラセブン』では当初、第9話「アンドロイド0指令」に登場するアンドロイド少女ゼロワンに牧がキャスティングされていた[8][9]。また別の時期に円谷プロの撮影現場を見学した際に『トリプルファイター』でのレギュラーを依頼されたが実現せず、その後『緊急指令10-4・10-10[注釈 2]』での出演に至った[9]。
- 『スーパーロボット レッドバロン』『ザ・スーパーガール』などでは、激しいアクションを演じている。本人も自信過剰になりアクションがエスカレートしていったが、この時期に捻挫を繰り返したことから足首が固まる後遺症が出ており、後年もジムに通って柔軟性を維持しなければならなくなったとのこと[9]。
- 『スーパーロボット レッドバロン』では、ミニスカートを翻しながら戦うパンチラアクションで人気を博した[10]。擬斗を担当した高倉英二は、牧について男性スタッフ・キャストの前でも平気で着替えるなど「少年」のイメージであり、殺陣をつける際も遠慮はなかったと述べている[11]。
- 同じく『スーパーロボット レッドバロン』で共演した潮哲也は、演技をめぐり論争になることがよくあったと述べている。微笑ましく思い返すこともあるが、当時は互いに真剣さゆえのぶつかり合いであったのではないかと述懐している[12]。

## 資格
- 宅地建物取引士
- 簿記2級

## 出演

### テレビドラマ
- 『天下の青年』（1967年、フジテレビ・国際放映・東宝）※レギュラー出演。主演: 原田芳雄（初）。菱見百合子、森次浩司も出演
- 『太陽野郎』（1967年、NTV・東宝）※レギュラー出演
- タケダアワー（TBS）
  - 『ウルトラセブン』第27話「サイボーグ作戦」（1968年、・円谷プロ）- 水木早苗
  - 『隠密剣士 突っ走れ!』第14話（最終話）「暗闇首領を斬る信太郎」（1974年、宣弘社）- しの ※荻島真一版、第二作目
- 『でっかい青春』第36話「カミナリ先生捕物帖」（1968年、NTV・東宝）
- ブラザー劇場（TBS）
  - 『コメットさん』第38話「春のクリスマス」（1968年、国際放映）- 弓子 ※九重佑三子版。原画: 横山光輝
  - 『刑事くん』第3部 第41話「城南署の花嫁」（1975年、東映）※桜木健一版
- 『キイハンター』第146話「007座席指定は殺人超特急」（1971年、TBS・東映）
- 『コートにかける青春』第9話・第10話（1971年、フジテレビ）- 森 ※原作: 志賀公江『スマッシュをきめろ!』
- 『プレイガール』（東京12チャンネル・東映）
  - 第164話「温泉風俗巡査」（1972年）
  - 第183話「温泉町の流れ医者」（1972年）
- 『特別機動捜査隊』（NET・東映）
  - 第556話「若い男と女の坂道」（1972年）- 女学生
  - 第678話「追いつめられた群」（1974年）- 弘美
  - 第697話「輝く裸婦の画像」（1975年）- 大木明子
  - 第703話「禁じられた詩」（1975年）- 藤木千恵子
- 『緊急指令10-4・10-10』（1972年、NET・円谷プロ）- 入江ナミ隊員 ※レギュラー出演
- 『スーパーロボット レッドバロン』（1973年 - 1974年、NTV・宣弘社）- 松原真理隊員 ※レギュラー出演
- 『イナズマンF[注釈 3]』（NET・東映・東映エージエンシー）※原作: 石森章太郎
  - 第5話「DESミサイル 大空中戦!!」（1974年）- 夏子
  - 第22話「邪魔者は殺せ ガイゼルの至上命令」（1974年）- 白鳥ジュン
- 『高校教師』第13話「恐るべき不良少女」（1974年、東京12チャンネル・東宝）- 大森銀子
- 『バーディー大作戦』（TBS・東映）
  - 第9話「怪談 死を招く超能力の女」（1974年）
  - 第11話「真夏の海 殺しの請負業」（1974年）
  - 第24話「警官ギャング」（1974年）
  - 第37話「ヌードモデル・コネクション」（1975年）
  - 第53話「ニセ追出刑事質屋猫ババ殺人事件」（1975年）- 加納弘子婦警
- 『ザ★ゴリラ7』第7話「微笑む女に手を出すな!」（1975年、NET・東映）- 井口妙子
- ナショナル劇場『水戸黄門』（TBS・C.A.L）※東野英治郎版
  - 第6部 第10話「兄妹拳法絶海の対決 -隠岐-」（1975年6月2日）- 西島香織
  - 第9部 第10話「風雲久保田城 -秋田-」（1978年10月9日）- あざみ
- 『Gメン'75』（TBS・東映）
  - 第9話「ニセ関屋警部補」（1975年）- 牧子
  - 第37話「チリ紙交換殺人事件」（1975年）- 中村みちよ
  - 第50話「湯の町 午前0時の殺人」（1976年）- 小唄
  - 第156話「女子大生誘拐」（1978年）- 不良グループ女
- 『TOKYO DETECTIVE 二人の事件簿』第17話「恐怖!ゆがんだ愛情」（1975年、朝日放送・大映テレビ）
- 『ベルサイユのトラック姐ちゃん』第3話「ベルトラ姐ちゃん大進撃!」（1976年、NET・東映）
- 『忍者キャプター』第9話「敵か味方か?女忍者」（1976年、東京12チャンネル・東映）- 風魔くの一 ※原作: 八手三郎
- 『コードナンバー108 7人のリブ』（1976年、関西テレビ・宣弘社）- 岡野れいこ[注釈 4] ※レギュラー出演
- 『江戸特捜指令』（毎日放送・三船プロ）
  - 第11話「呆然! 自分の死体を見た男」（1976年）
  - 第20話「忍者暗躍! 雪中の爆薬輸送作戦」（1977年）
- シリーズ人間模様 『堂々たる打算[要説明]』（1976年[注釈 5]、NHK）
- 『事件(秘)お料理法[注釈 6]』（1977年、関西テレビ・宣弘社）- 河口ユキ ※レギュラー出演
- 花王 愛の劇場（TBS）
  - 『誰か故郷を想わざる』（1977年、松竹）※レギュラー出演
  - 『雪舞い[要説明]』（1984年）※レギュラー出演
- 『大江戸捜査網』（東京12チャンネル・三船プロ） 
  - 第333話「死闘! 風魔一族の陰謀」（1978年）
  - 『新 大江戸捜査網』第12話「さらば極道情け節」（1984年6月23日、ヴァンフィル）- おらん
- 『ザ・スーパーガール』（1979年、東京12チャンネル・東映）- 長谷リエ ※レギュラー出演
- 『服部半蔵 影の軍団』第21話「潜伏! 蛇の穴」（1980年、関西テレビ・東映）- 野分のアカネ
- ドラマスペシャル[注釈 7]『ザ・商社』第2話（1980年、NHK）- ヒッピー風の女 ※原作: 松本清張『空の城』
- 『太陽にほえろ!』（NTV・東宝）
  - 第488話「過去」（1981年）- 上田静子
  - 第648話「検視官ドック」（1985年）- 宮島マキコ
- 『噂の刑事トミーとマツ2』第3話「トミマツ卒倒! パトカー 死のドライブ」（1982年、TBS・大映テレビ）- 樋口美奈子
- 『柳生新陰流』（1982年、テレビ東京・中村プロダクション）- 小笛 ※レギュラー出演
- 『ザ・ハングマンII』第2話「女王がなめた苦い水」（1982年、朝日放送・松竹芸能）- 松本かよ
- 『特捜最前線』第422話「姑誘拐・ニッポン姥捨物語!」（1985年、ANB・東映）- 坂井夫人
- 『遠山の金さんII』第6話「夜の美女軍団! "死んで貰います"」（1985年、ANB・東映）※高橋英樹版
- 『誇りの報酬』第14話「萩原刑事が撃たれた」（1986年、NTV・東宝）- 古沢の女
- 『ジャングル』第18話「逆転タイムリー」（1987年、NTV・東宝）- 西島夫人
- 『中学生日記[要説明]』（NHK）- 体育教師 ※レギュラー出演

#### その他の番組
- 『ファ見る!』2008年3月号（ファミリー劇場）
- 『輝けスーパーヒーロー同窓会』（2009年、ファミリー劇場）

### 映画
- 『でっかい太陽』（1967年、東宝）- 浦島悦子
- 『燃えろ!太陽』（1967年、東宝）- 浦島悦子
- 『日本一の男の中の男』（1967年、東宝）- ストッキングショールームに来たミニワンピース（ピンク）の客
- 『リオの若大将』（1968年、東宝）- 複写機サービスのあるゴーゴー喫茶の店員
- 『年ごろ』（1968年、東宝）
- 『怪獣総進撃』（1968年、東宝）- キラアク星人A[2][13]
- 『喧嘩屋一代 どでかい奴』（1970年、大映・ダイニチ映配）- 三枝
- 『おしゃれ大作戦』（1976年、東宝）- 萱野三子（サンコ）

### 舞台
- 『愛する時も、死する時も』（1973年、東横劇場）- お美代（オフィリア）※原作: シェークスピア『ハムレット』

### CM
- 本田技研工業（ニューホンダ・Z[注釈 8]）
- 日本航空（ヨーロッパ編）
- 明治製菓（ストロベリーチョコレート）
- ライオン油脂（Ban デオドラントスプレー）
- カネボウ石鹼（SILK シャンプー・フレッシュリンス）
- 川崎製鉄

## 音楽

### シングル
牧麗子 名義
- 「夕焼けは知らない / マドモアゼル・フィフィ」（1969年6月10日、EP-1154、東芝音楽工業）

作詞: なかにし礼、作曲: 横内章次、編曲: 川口真 / 作詞: なかにし礼、作曲・編曲: 川口真
- 「かりそめの恋 / 空と海と太陽と[注釈 9]」（1970年3月5日、EP-1212）

作詞: 桑原美絵、作曲: 増田和明、編曲: 田辺信一 / 作詞・作曲: フランソワ・ドゲルト、訳詞: 尾中美千絵、編曲: 田辺信一
A面は雑誌「ヒット・ポップス」募集当選歌。
- 「男好き / 独り占め」（1970年8月、EP-1247）

作詞: 増永直子、作曲: 平尾昌晃、編曲: 川口真 / 作詞: 増永直子、作曲: 平尾昌晃、編曲: 川口真
牧れい 名義
- 「悲しい女の子 / 恋はかんじるもの」（1972年1月、POP-13、POPレコード）

作詞: 山上路夫、作曲: 鈴木邦彦、編曲: 青木望 / 作詞: 山上路夫、作曲: 鈴木邦彦、編曲: 青木望
- 「帰りたくないの / たそがれに泣く」（1972年12月、POP-17）

作詞: 山上路夫、作曲・編曲: 鈴木邦彦 / 作詞: 山上路夫、作曲・編曲: 鈴木邦彦

### アルバム
Various Artists『海と空と太陽の祭典 New Pops In Menu』（1970年、EP-7750、東芝音楽工業）
- A-6「愛のお城」

作詞: 高村伸、作曲: 菅谷幸三、編曲: 山屋清。唄: 牧麗子
- B-4「小ちゃな恋」

作詞・作曲: 太田忍、編曲: 青木望。唄: 牧麗子とフォーセインツ
第一回合歓作曲コンクール入賞曲集。

## 脚註